# Tom Arnold
Thomas Duane Arnold (Ottumwa, 6 maart 1959) is een Amerikaans komiek en acteur. Hij werd in 1997 genomineerd voor de Razzie Award voor slechtste acteur voor zijn rol in Big Bully. In 2005 werd hij daarentegen genomineerd voor een Satellite Award voor beste acteur in de categorie 'komedie of musical' voor het spelen van Frank McKee in Happy Endings.
Arnold debuteerde in 1991 op het witte doek met een naamloos rolletje in de horrorfilm Freddy's Dead: The Final Nightmare. Sindsdien speelde hij in meer dan veertig films, meer dan vijftig inclusief televisiefilms. Daarnaast speelde hij wederkerende rollen in verschillende televisieseries. Arnolds meest omvangrijke rol in dat medium was die van de sukkelige Arnie Thomas in Roseanne, waarin hij het aanlegde met personage Nancy Bartlett (Sandra Bernhard). In werkelijkheid trouwde hij iets meer dan een jaar na de eerste aflevering van de serie met hoofdrolspeelster Roseanne Barr.
Arnold scheidde in 2019 na tien jaar huwelijk van zijn vierde vrouw, met wie hij twee kinderen kreeg. Eerder was hij van 1990 tot 1994 getrouwd met Barr, van 1995 tot 1999 met een visagiste en van 2002 tot 2008 met een politiek adviseur.

## Filmografie
(Exclusief 10+ televisiefilms)
- Hit and Run (2012)
- The Skeptic (2009)
- April Showers (2009)
- Oranges (2009)
- A Christmas Proposal (2008)
- Unstable Fables: Goldilocks & 3 Bears Show (2008, stem)
- Gardens of the Night (2008)
- Remarkable Power (2008)
- The Year of Getting to Know Us (2008)
- Good Dick (2008)
- The Final Season (2007)
- Palo Alto, CA (2007)
- Pride (2007)
- Homo Erectus (2007)
- The Kid & I (2005)
- Happy Endings (2005)
- Soul Plane (2004)
- Just for Kicks (2003)
- After School Special (2003)
- Cradle 2 the Grave (2003)
- Manhood (2003)
- Children on Their Birthdays (2002)
- Hansel & Gretel (2002, stem)
- Ablaze (2001)
- Lloyd (2001)
- Exit Wounds (2001)
- Shriek If You Know What I Did Last Friday the Thirteenth (2000)
- Just Sue Me (2000)
- Civility (2000)
- Animal Factory (2000)
- Blue Ridge Fall (1999)
- Buster & Chauncey's Silent Night (1998)
- Golf Punks (1998)
- Hacks (1997)
- Austin Powers: International Man of Mystery (1997)
- McHale's Navy (1997)
- Touch (1997)
- The Stupids (1996)
- Carpool (1996)
- Big Bully (1996)
- Nine Months (1995)
- True Lies (1994)
- Undercover Blues (1993)
- Coneheads (1993)
- Hero (1992)
- Freddy's Dead: The Final Nightmare (1991)

## Televisieseries
*Exclusief eenmalige gastrollen
- Trailer Park Boys – Tom Arnold (3 afleveringen, 2016)
- Sons of Anarchy – Georgie Caruso (2 afleveringen, 2009)
- The Replacements – Tony Zeal (stem, 3 afleveringen, 2008–2009)
- Get Real – Jason 'Hutch' Eckhart (2 afleveringen, 2000)
- The Tom Show – Tom Amross (19 afleveringen, 1997–1998)
- General Hospital – Billy 'Baggs' Boggs (9 afleveringen, 1994)
- The Jackie Thomas Show – Jackie Thomas (18 afleveringen, 1992–1993)
- Roseanne – Arnie Thomas (22 afleveringen, 1989–1993)